# Championnat d'Italie de football de deuxième division 1980-1981
Navigation
Édition précédente Édition suivante
La saison 1980-1981 de Serie B, organisée par la Lega Calcio pour la trente-cinquième fois, est la 49e édition du championnat de deuxième division en Italie. Les trois premiers sont promus directement en Serie A et les quatre derniers sont relégués en Serie C.
À l'issue de la saison, le Milan AC termine à la première place et monte en Serie A 1981-1982 (1re division), accompagné par le vice-champion, le Genoa 1893  et le troisième AC Cesena.
À la suite de l'affaire du Totonero, le Milan AC et la Lazio Rome sont rétrogradés en Serie B, les milanais remonteront directement en Serie A en fin de saison, la Lazio échouera en terminant à la quatrième place. Deux clubs de Serie B sont également liés au scandale, Palerme et Tarente commencent la saison avec cinq points de pénalité.

## Compétition
Le classement est établi sur le barème de points suivant :
- Victoire : 2 points
- Match nul : 1 points
- Défaite, forfait ou abandon du match : 0 point

La différence de buts départage les égalités de points dans la zone de relégation uniquement. 

### Classement
| Rang | Équipe            | Pts  | J  | G  | N  | P  | Bp | Bc | Diff |
| ---- | ----------------- | ---- | -- | -- | -- | -- | -- | -- | ---- |
| 1    | Milan AC R        | 50   | 38 | 18 | 14 | 6  | 49 | 29 | +20  |
| 2    | Genoa 1893        | 48   | 38 | 17 | 14 | 7  | 47 | 29 | +18  |
| 3    | AC Cesena         | 48   | 38 | 16 | 16 | 6  | 44 | 26 | +18  |
| 4    | Lazio Rome R      | 46   | 38 | 13 | 20 | 5  | 50 | 32 | +18  |
| 5    | UC Sampdoria      | 43   | 38 | 11 | 21 | 6  | 39 | 33 | +6   |
| 6    | Pescara Calcio R  | 41   | 38 | 14 | 13 | 11 | 35 | 38 | -3   |
| 7    | SC Pise           | 39   | 38 | 10 | 19 | 9  | 35 | 37 | -2   |
| 8    | AS Bari           | 37   | 38 | 13 | 11 | 14 | 40 | 41 | -1   |
| 9    | Rimini Calcio P   | 36   | 38 | 10 | 16 | 12 | 40 | 42 | -2   |
| 10   | US Foggia P       | 36   | 38 | 8  | 20 | 10 | 32 | 38 | -6   |
| 11   | US Lecce          | 36   | 38 | 11 | 14 | 13 | 33 | 40 | -7   |
| 12   | S.P.A.L.          | 35   | 38 | 10 | 15 | 13 | 45 | 46 | -1   |
| 13   | Calcio Catane P   | 35   | 38 | 11 | 13 | 14 | 38 | 50 | -12  |
| 14   | Palerme           | 34-5 | 38 | 9  | 21 | 8  | 35 | 33 | +2   |
| 15   | Varèse Calcio P   | 34   | 38 | 11 | 12 | 15 | 41 | 43 | -2   |
| 16   | Hellas Vérone     | 34   | 38 | 6  | 22 | 10 | 24 | 28 | -4   |
| 17   | Lanerossi Vicenza | 33   | 38 | 8  | 17 | 13 | 34 | 40 | -6   |
| 18   | Tarente Sport     | 30-5 | 38 | 10 | 15 | 13 | 29 | 32 | -3   |
| 19   | Atalanta Bergame  | 30   | 38 | 9  | 12 | 17 | 28 | 40 | -12  |
| 20   | AC Monza          | 25   | 38 | 4  | 17 | 17 | 24 | 45 | -21  |

|  | Promotion en Serie A                        |
|  | Relégation en Serie C                       |
|  | P : Promu de Serie C R : Relégué de Serie A |

- Palerme et Tarente ont une pénalité de cinq points à la suite de l'affaire du Totonero.